# 伯父
伯父是中文中对親屬的称谓，指父亲的哥哥，也叫伯伯、阿伯、世伯、伯爹，或簡稱伯。古稱從父。不過，「伯」也可以指大伯子，即丈夫的哥哥。英文中，伯父与叔父、舅父等统称为Uncle。
伯父妻子稱「伯姆」或「伯娘」或「伯母」。「伯父」、「伯伯」、「阿伯」也可以稱比自己父親年紀大的男性長輩，或對朋友父親的尊稱，如「世伯」。「伯伯」、「阿伯」亦是對一般中老年男性的稱呼。

## 沒有血緣關係
男生結婚生的孩子叫叔叔或（伯父）的兒子稱呼叔叔或伯父。
男生結婚生的孩子叫男生稱呼叔叔或伯父。

## 其它语言
英文“Uncle”指父母的兄弟及父母姐妹的丈夫，即泛指高自己一輩的男性親屬；又或父母要好朋友以至普通長輩親密尊稱。

## 相關
- 長輩